# Verena
Verena je  žensko osebno ime.

## Izvor imena
Ime Verena je po eni varianti možna izpeljanka iz imena Vera. Po drugi varianti pa ime izhaja iz latinskega imena Verena, ki ga skušajo nekateri razlagati z ltinskim glagolom vereor v pomenu »pomišljati, bati se« 

## Različica imena
Verenka

## Pogostost imena
Po podatkih Statističnega urada Republike Slovenije je bilo na dan 31. decembra 2007 v Sloveniji število ženskih oseb z imenom Verena: 126.

## Osebni praznik
V koledarju je 1. septembra Verena, italijanska devica in spokornica  iz Milana, ki je umrla 1.sep. okoli leta 300.